# Embaixada da África do Sul em Brasília
A Embaixada da África do Sul em Brasília é a principal representação diplomática sul-africana no Brasil. O atual embaixador é Ntshikiwane Joseph Mashimbye.
Está localizada na Avenida das Nações, na quadra SES 801, Lote 6, no Setor de Embaixadas Sul, na Asa Sul.

## História
Assim como outros países, a África do Sul recebeu de graça um terreno no Setor de Embaixadas Sul na época da construção de Brasília, medida que visava a instalação mais rápida das representações estrangeiras na nova capital. A embaixada foi instalada em Brasília em 1971, e o responsável pelo projeto da sede definitiva da embaixada foi o brasileiro Ítalo Campofiorito. As obras duraram de 1970 a 1974.

## Serviços
A embaixada realiza os serviços protocolares das representações estrangeiras, como o auxílio aos sul-africanas que moram no Brasil e aos visitantes vindos da África do Sul e também para os brasileiros que desejam visitar ou se mudar para o país africano. São estimados cerca de dois mil brasileiros vivendo na África do Sul, principalmente na região das cidades de Pretória e Joanesburgo e da Cidade do Cabo. Além da embaixada de Brasília, a África do Sul conta com mais um consulado geral em São Paulo.
Outras ações que passam pela embaixada são as relações diplomáticas com o governo brasileiro nas áreas política, econômica, cultural e científica. A África do Sul é um dos dois países africanos com o qual o Brasil mantém parceria estratégica no comércio.